# Niaccabana siculipalpis
Niaccabana siculipalpis là một loài bướm đêm trong họ Erebidae.